# Хейккинен, Матти
Матти Хейккинен (фин. Matti Heikkinen; род. 19 декабря 1983 года, Каяани) — финский лыжник, чемпион мира 2011 года в классической гонке на 15 км, двукратный бронзовый призёр чемпионата мира 2009 года, победитель этапа Кубка мира. Специалист дистанционных гонок.

## Карьера
В Кубке мира Хейккинен дебютировал в 2002 году. В декабре 2009 года одержал свою первую победу на этапе Кубка мира в швейцарском Давосе.
На Олимпиаде-2010 в Ванкувере показал следующие результаты: 15 км свободным ходом — 39-е место, дуатлон 15+15 км — не финишировал, эстафета — 5-е место.
За свою карьеру принимал участие в трех чемпионатах мира: в чешском Либереце, на котором завоевал две бронзовые награды, норвежском Хольменколлене, где выиграл золотую медаль в гонке на 15 километров классическим стилем, и на родине в Лахти.
На зимних ОИ в Сочи стартовал 4 раза, но сумел добиться лишь 6-го места в эстафете.
В 2017 году два раза попадал на подиум этапов Тура де Ски, но в общем зачёте занял только 5 место.
В 2017 году на чемпионате мира по лыжным видам спорта в Лахти завоевал бронзовую медаль в масс-старте на 50 км свободным стилем
Живёт в Йювяскюля. Женат. Двое детей. Использует лыжи и ботинки производства фирмы Salomon.